# Jan Zelenka-Hajský
Jan Zelenka (krycím jménem Hajský; 3. března 1895 Kamenný Újezd – 17. června 1942 Praha) byl český učitel, starosta sokolské župy Krušnohorské-Kukaňovy, bojovník proti nacismu, jeden z nejbližších spolupracovníků operace Anthropoid.

## Život
Narodil se 3. března 1895 v Kamenném Újezdě do rodiny třídního učitele Jana Zelenky a Terezie, rozené Pelcové, jako nejstarší z pěti sourozenců. Po studiích se přestěhoval do Liboce, stal se učitelem na obecné škole a 26. října 1922 se v kostele svaté Markéty v Břevnově oženil s Františkou Hoffmannovou. Manželům Zelenkovým se 12. srpna 1923 narodil syn Jan Radovan Milíč Zelenka. V roce 1925 odešel učit do nové české školy v Háji u Duchcova, kterou předtím ve svém volném čase pomáhal stavět.
V Háji setrval až do roku 1938, kdy obec připadla nacistickému Německu v důsledku mnichovské dohody; s rodinou tak uprchl zpět do Prahy.

Jan Zelenka v mladém věku
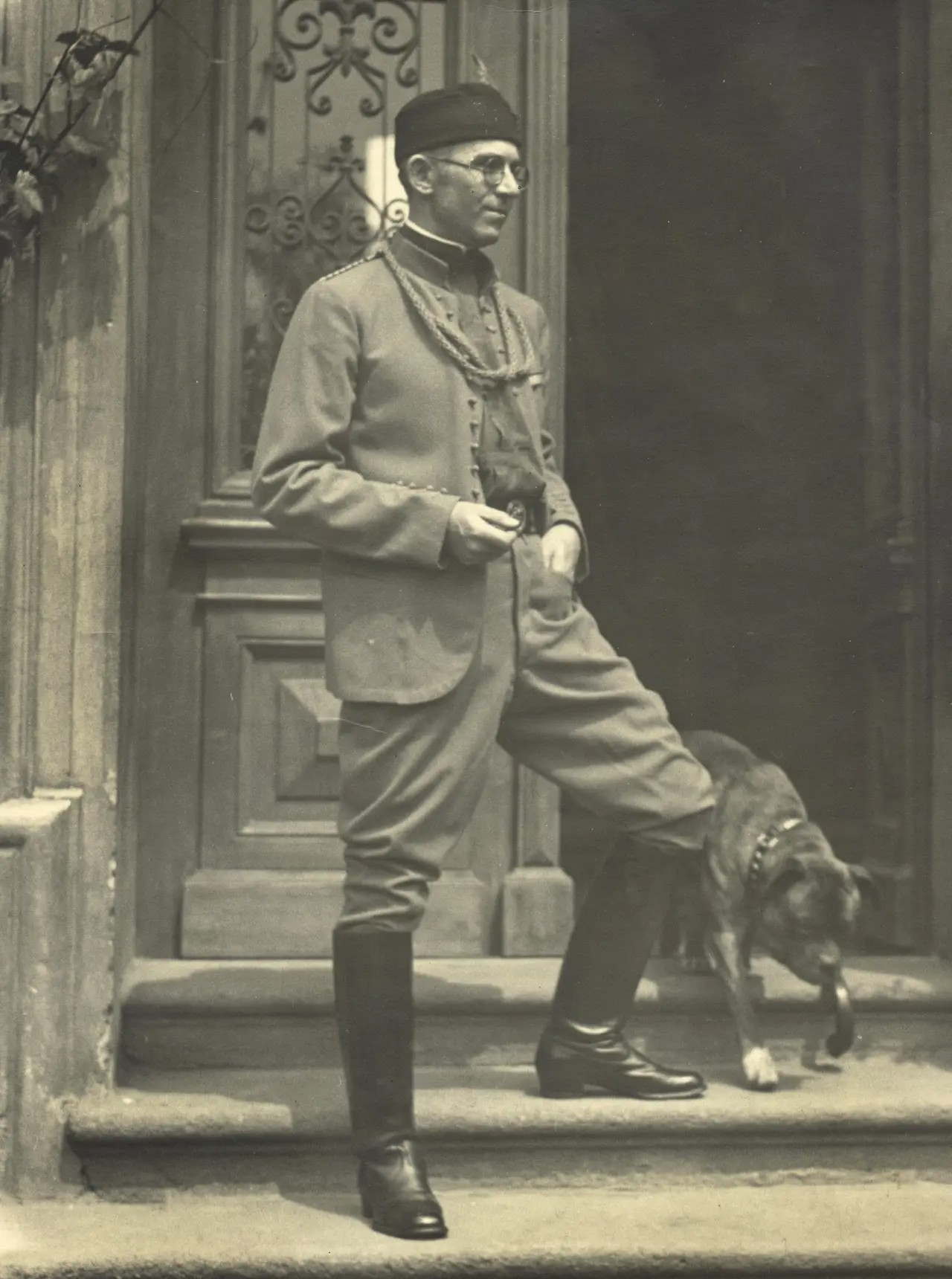
V domovním vchodu (se psem)
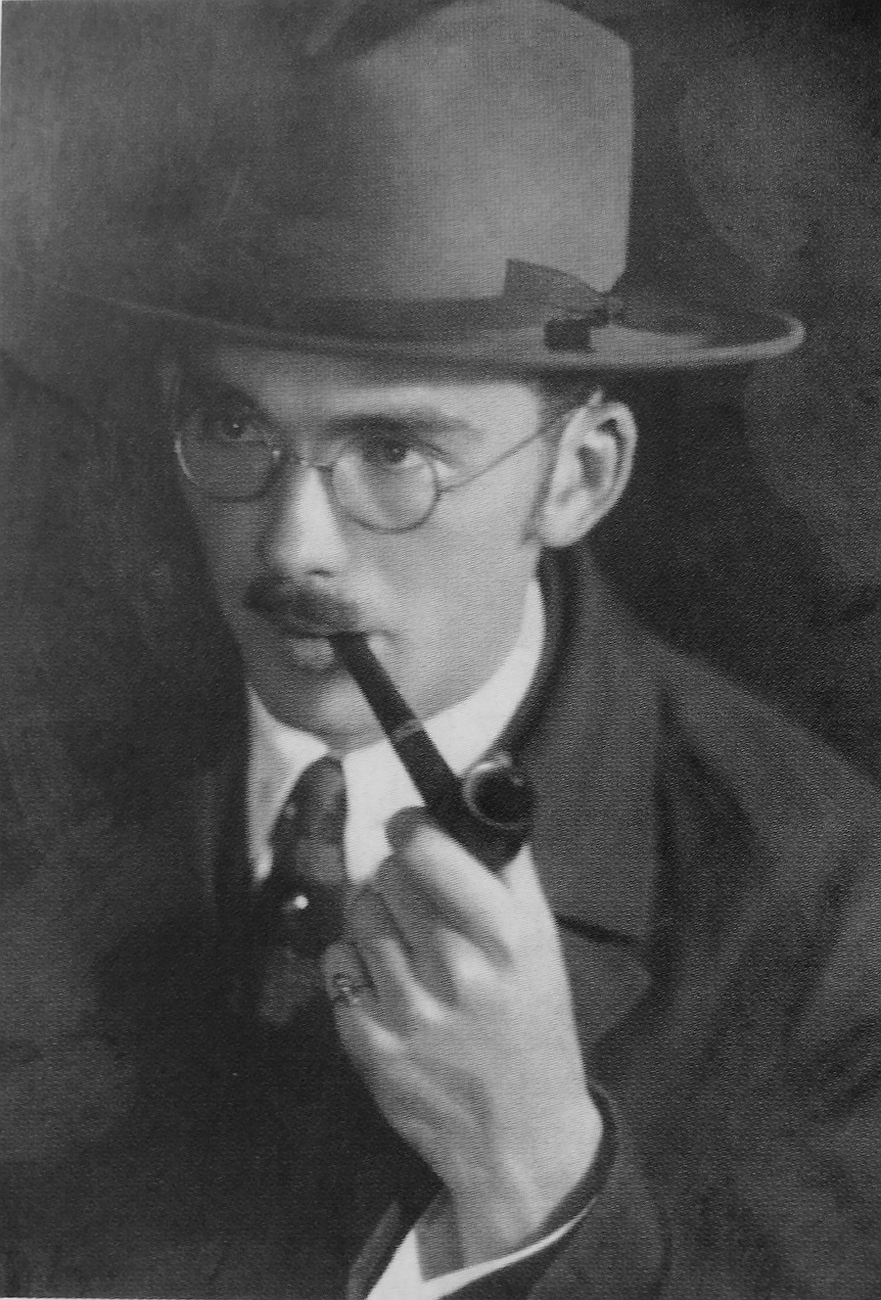
S dýmkou (v klobouku)
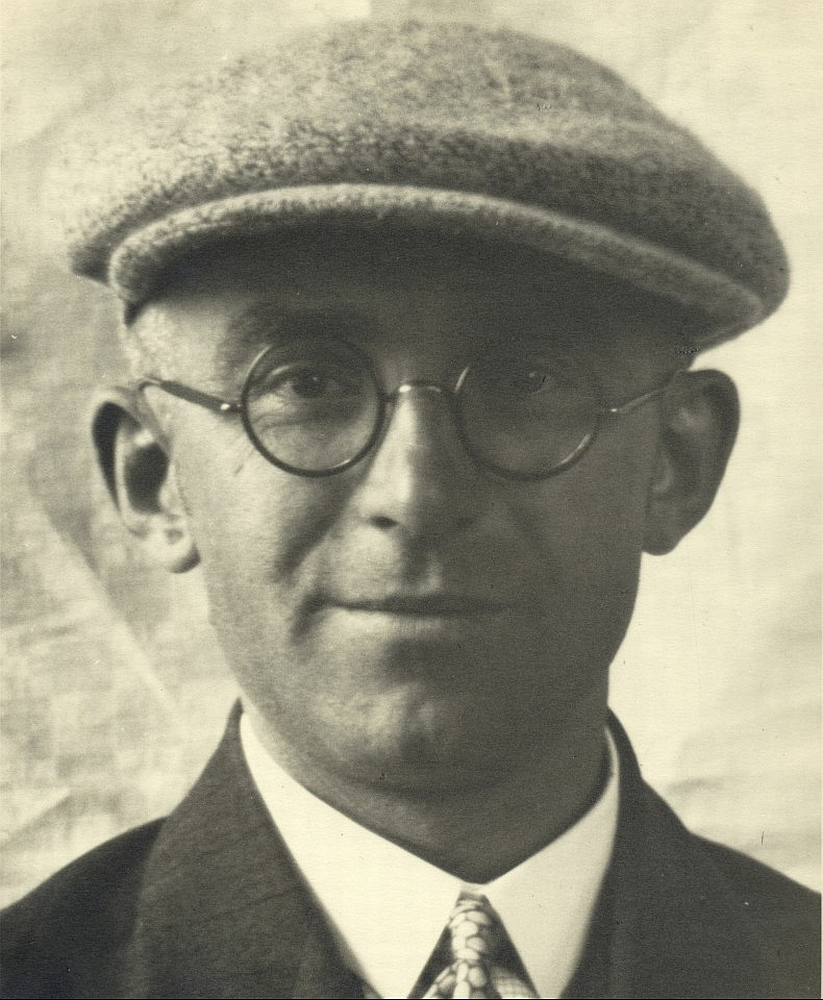

### Okupace Československa
V roce 1941 se v rámci odboje podílel na vzniku organizace Jindra. Po rozpuštění Sokola pomáhal budovat údernou skupinu Říjen, kterou založil spolu s Jaroslavem Pechmanem jako jednu ze složek Obce sokolské v odboji. Zelenka začal používat různá krycí jména, přičemž pro komunikaci s lidmi, které neznal ze Sokola, užíval podle místa svého dřívějšího pobytu krycí jméno Hajský.
Od jara 1942 jako velitel skupiny Říjen úzce spolupracoval s parašutisty Gabčíkem a Kubišem z operace Anthropoid. Zajistil pro ně úkryt (například u Boženy Kropáčkové) a předal jim kontakt na svého bývalého žáka Františka Šafaříka, který pracoval jako údržbář nábytku na Pražském hradě a parašutistům poskytl detailní záznamy denního programu Reinharda Heydricha pro potřeby plánování atentátu. Po atentátu vyhlédl pro úkryt parašutistů kostel Cyrila a Metoděje. Po zradě Karla Čurdy byl prozrazen a při pokusu gestapa jej zatknout 17. června 1942 ve svém pražském bytě v Biskupcově ulici 4 spáchal sebevraždu spolknutím kapsle kyanidu draselného. Jeho syn se ten samý den také otrávil. Jeho manželka připravenou kyanidovou kapsli nespolkla, byla zatčena a popravena 24. října v Mauthausenu.

## Památka
Jeho jméno nesou ulice:
- na pražském Žižkově (Zelenky-Hajského, spojuje ulici Hartigova s ulicí Jeseniova rovnoběžně s ulicí Jana Želivského, je dlouhá jen dva bloky)
- v Háji u Duchcova (Zelenkova),
- v Duchcově (Zelenkova).
- pamětní deska na budově školy v Liboci v Praze, ve které byl ředitelem

Jedna z organizačních složek České obce sokolské nese název Zelenkova župa.

## Galerie

Pamětní desky a uliční tabule upomínající na Jana Zelenku - Hajského
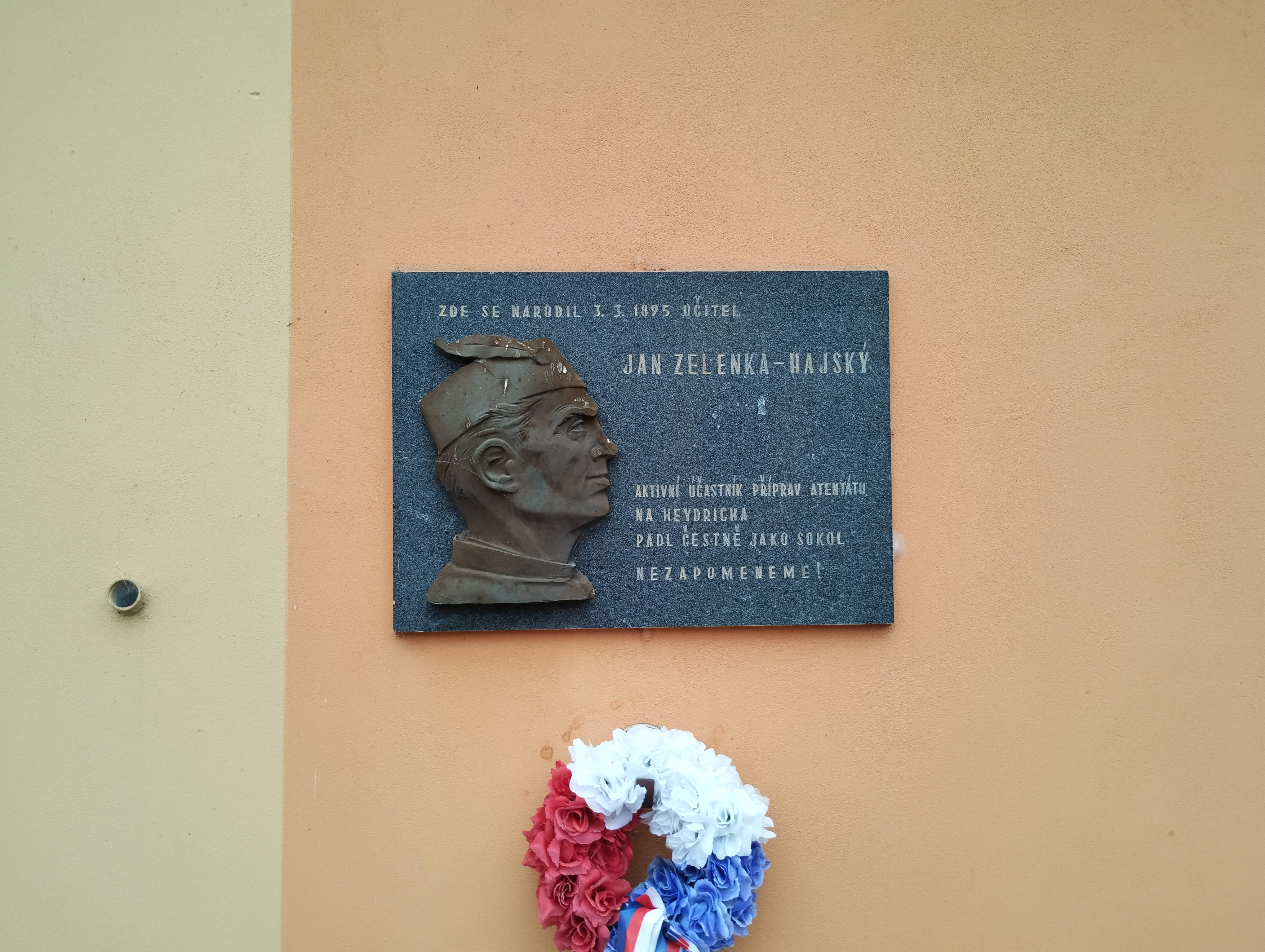
na rodném domě v Kamenném Újezdu
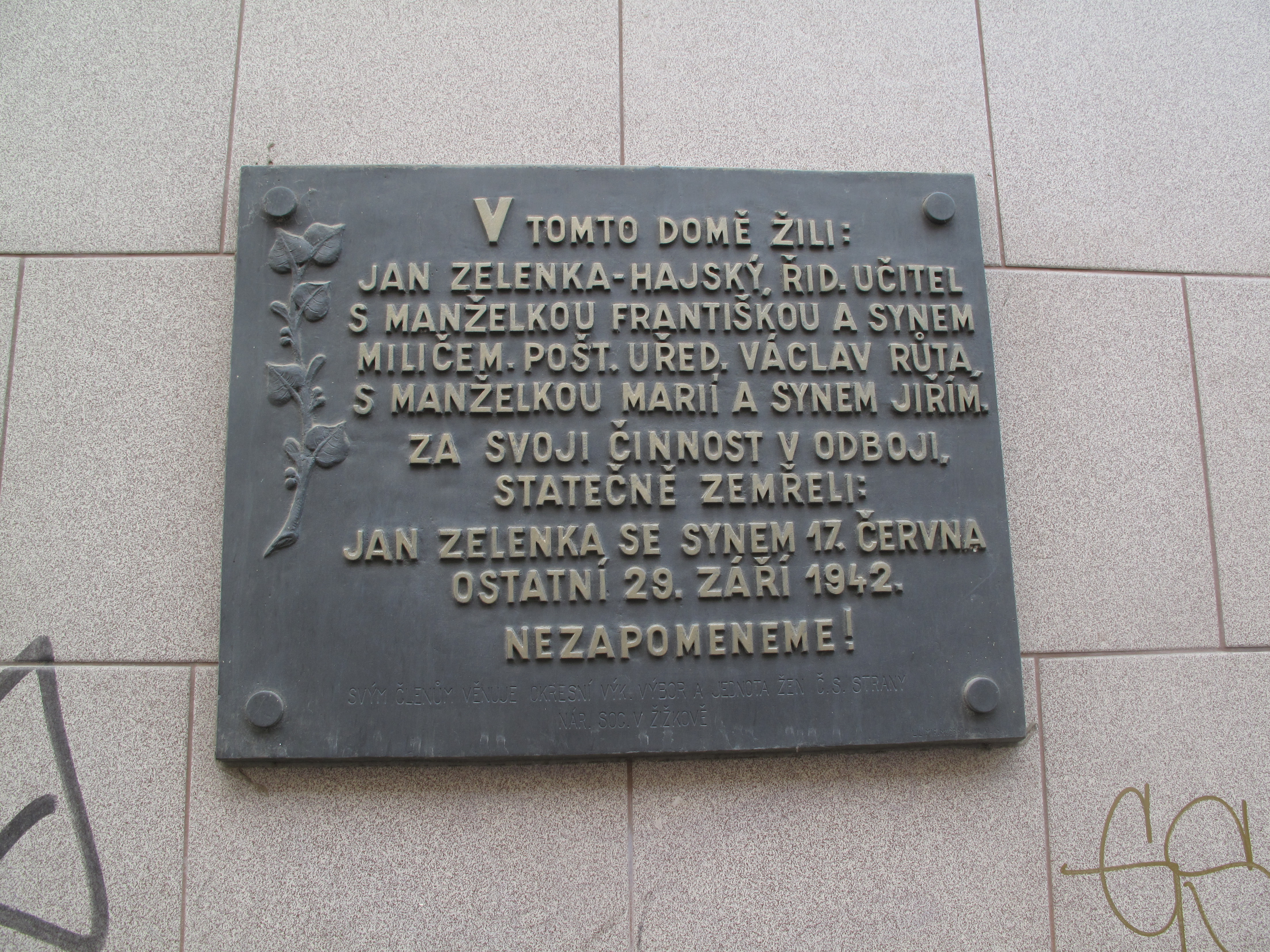
v ulici Biskupcova 1837/4, v Praze 3 na Žižkově
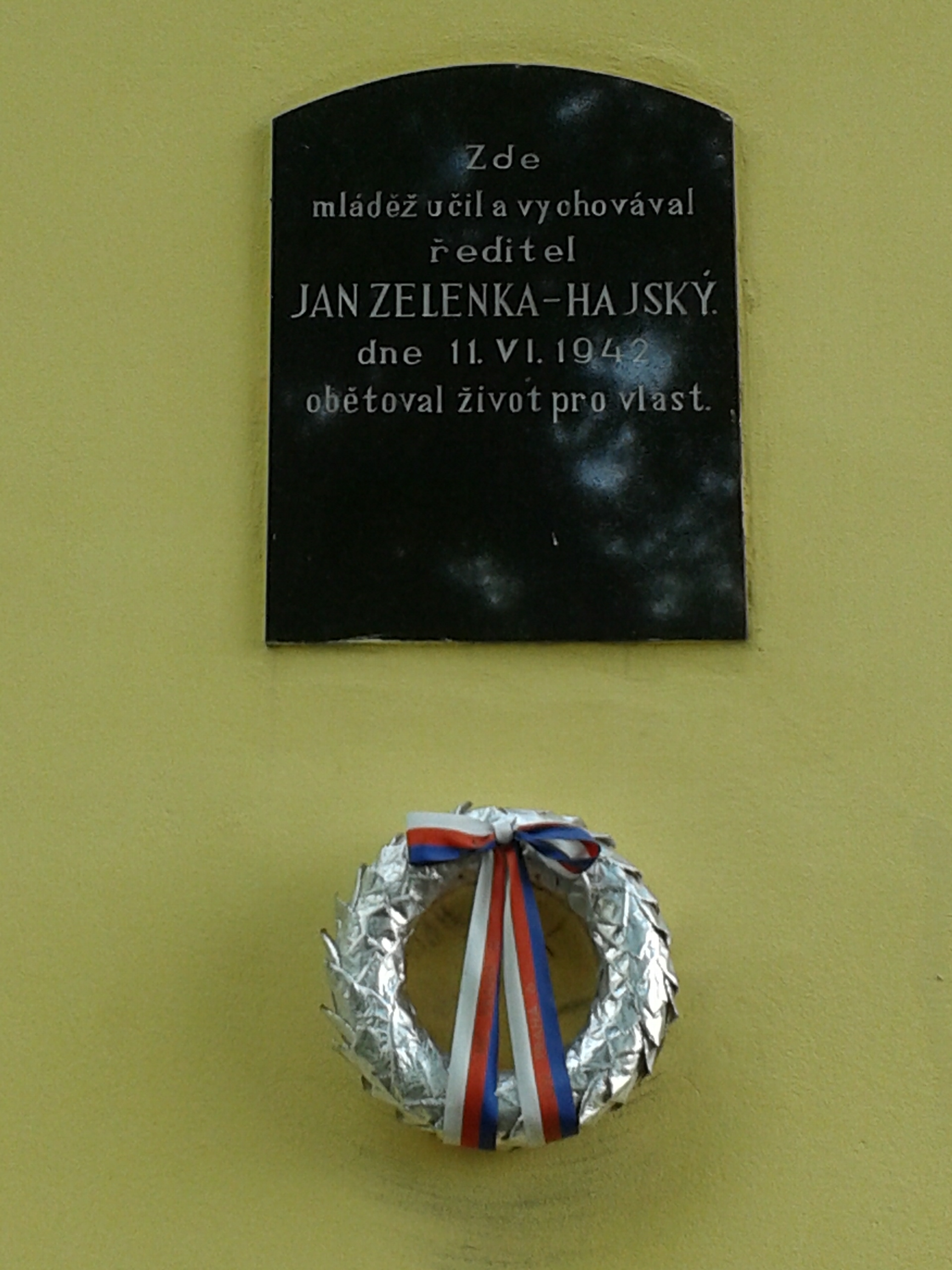
v ulici Libocká 6/43, v Praze 6 v Liboci
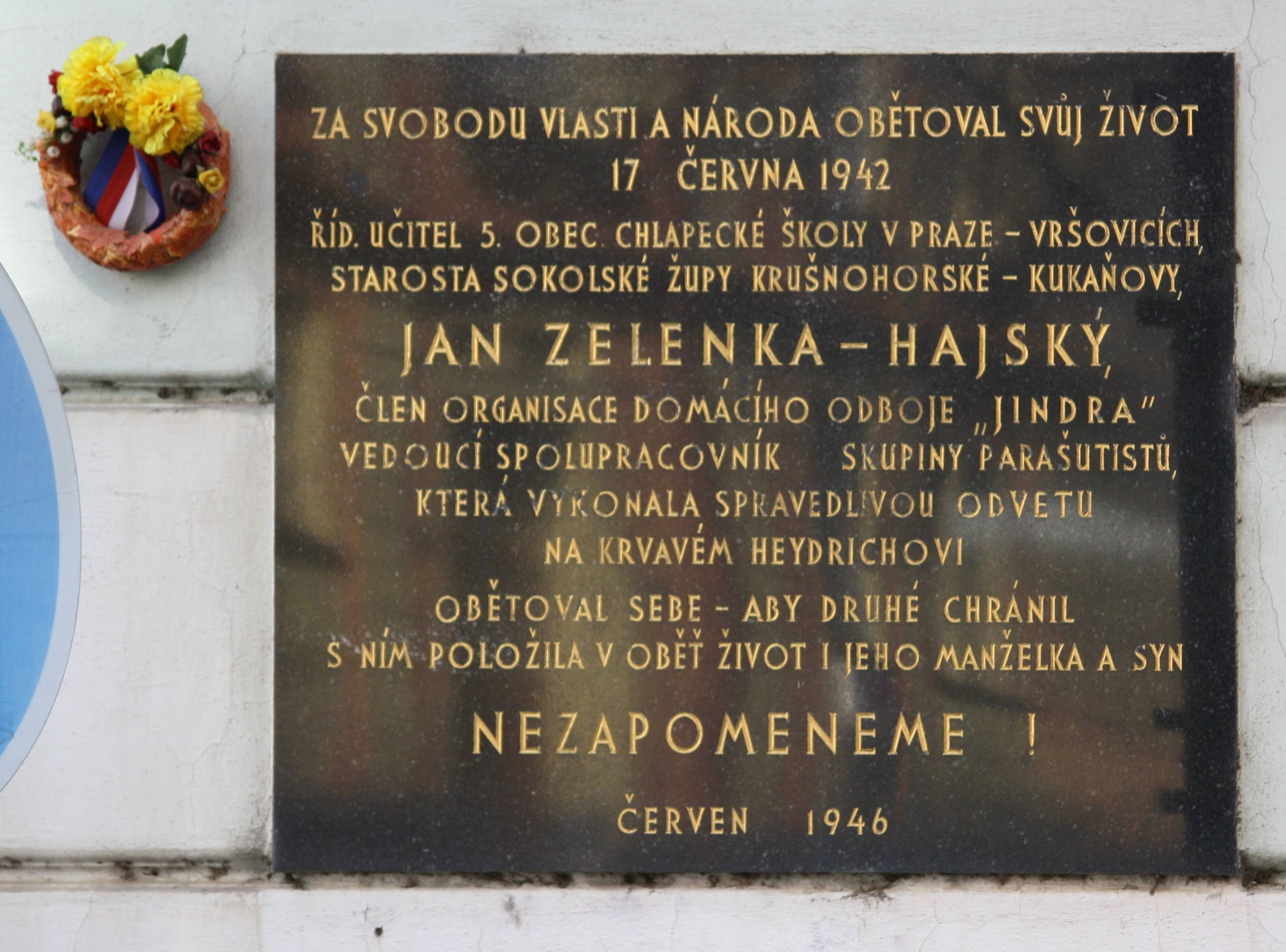
v ulici Kodaňská 500/12, v Praze 10 ve Vršovicích
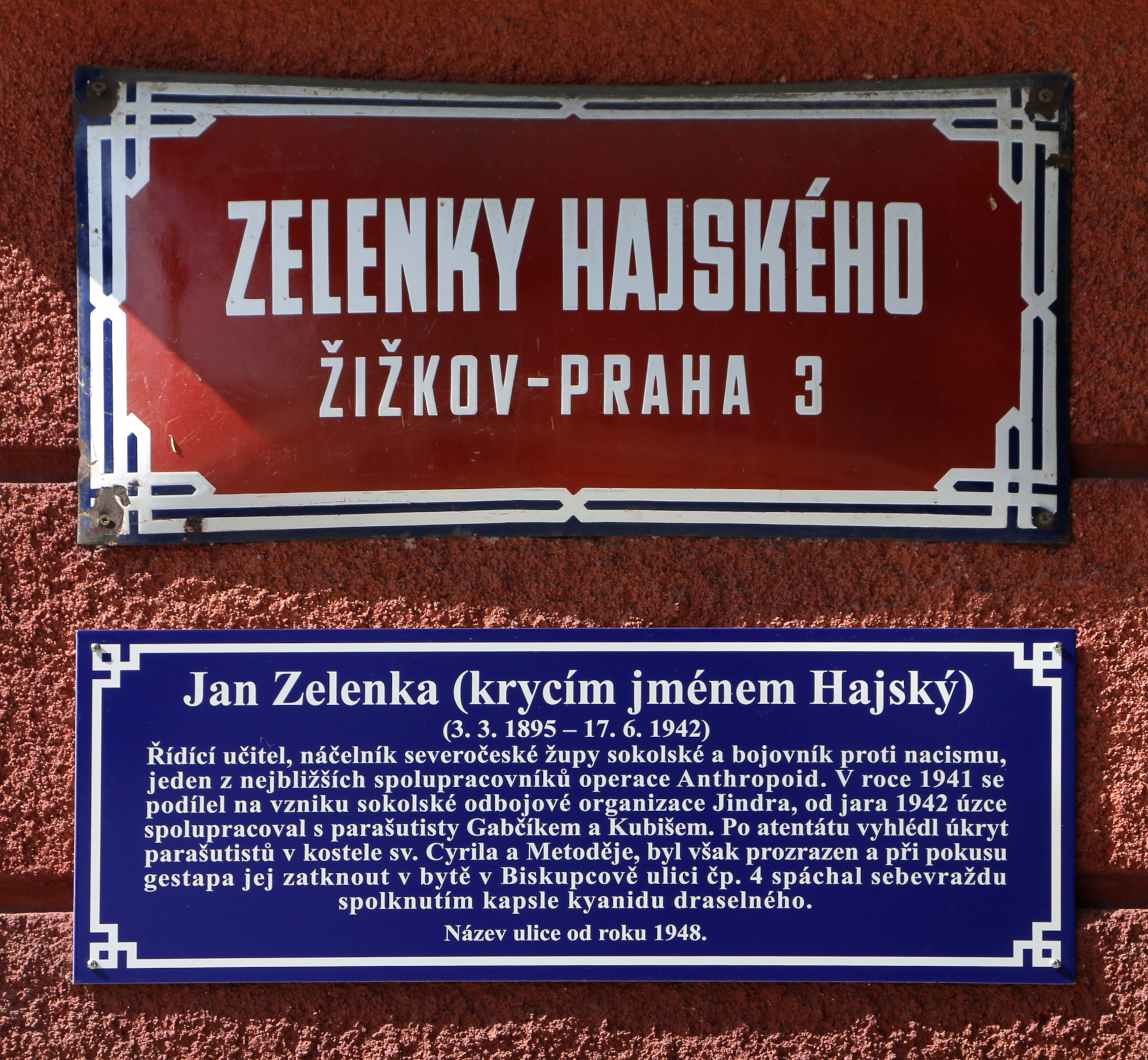
Tabule s názvem ulice Zelenky Hajského na Žižkově s modrou dodatkovou tabulí